# Robert Lee Scott, Jr.
Pour les articles homonymes, voir Scott et Robert Scott.
Robert Lee Scott Jr. (12 avril 1908 - 27 février 2006) est un pilote de chasse américain de l'USAAF et un des premiers as américains de la Seconde Guerre mondiale. Il est célèbre pour son autobiographie Dieu est mon copilote relatant ses exploits lors de la Seconde Guerre mondiale avec les Tigres volants et l’USAAF en Chine et en Birmanie. Un film (lequel?) fut tiré du livre. La presse lui donnera le surnom de « L’homme escadrille ».

## Jeunesse
Scott est né à Waynesboro, près de Macon, Géorgie, aîné des trois enfants de Robert Scott Senior et sa femme Ola. Il a fait ses études à Macon et était Boy Scout. Sa passion pour l’aviation remonte à son plus jeune âge : à cinq ans, il vit s’écraser le pionnier de l’aviation Eugene Ely. Loin de l’effrayer, cela fit naître en lui un désir irrésistible de devenir aviateur.

## Carrière militaire
Sorti diplômé de l’United States Military Academy de West Point en 1932, Scott effectua sa formation de pilote à Kelly Field, Texas. En octobre 1933, il fut muté à Mitchel Field, dans l’État de New York. Il convoya du courrier aérien lorsque l’armée fut chargée de ce travail durant la Grande Dépression en 1934, commanda une escadrille de chasse basée à Panama volant sur Boeing P-12 et participa à l’instruction d’autres pilotes sur des bases aériennes du Texas et de Californie.

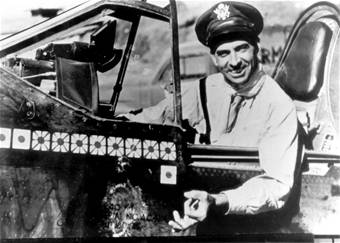
colonel Robert L. Scott Jr. dans son Curtiss P-40 Warhawk en 1943. (USAF photo)

## Seconde Guerre mondiale
Lorsque la guerre éclate, son âge risquant de l’écarter du combat, il parvient à se faire affecter à la Task Force Aquila en février 1942. La mission consiste à convoyer un groupe de bombardiers Boeing B-17 jusqu’en Chine, pour attaquer des objectifs au Japon. Pour faire partie de la mission, il prétend être un pilote de B-17 expérimenté. En vérité, il découvrit l’appareil durant le convoyage. Le reste de l’équipage étant pareillement inexpérimenté, son navigateur commet une erreur en traçant la route, et il manque de se perdre en mer lors de la traversée de l’océan Atlantique, mais parvient à atteindre les côtes d’Afrique. Par malchance, une fois arrivé en Inde, il apprend que la mission a été annulée à la suite du Raid de Doolittle sur le Japon. Il reste donc bloqué en Inde alors qu’il voulait se battre.
Il est affecté comme officier opérations à l’escadre de transport qui ravitaille le gouvernement pro-américain du Kuomintang et l’escadrille des volontaires américains des Tigres volants grâce à un pont aérien entre l'Assam, en Inde, et la Chine en passant au-dessus de l’Himalaya.
Le hasard le fait entrer en possession de deux avions de chasse Republic P-43 Lancer, un modèle souffrant de tant de défauts (notamment fuites de carburant) qu’on avait décidé de ne plus les employer. Deux pilotes chinois se posent fin avril à Assam et repartent en y abandonnant leurs appareils. Resté pilote de chasse dans l’âme, Scott teste les performances de sa nouvelle monture au-dessus de l’Himalaya, et décide d’utiliser le chasseur pour escorter ses avions de transport Douglas C-47 Dakota sans défense.
Son désir effréné de combattre les Japonais décide le général Claire Chennault, le chef des Tigres volants à lui céder un de ses précieux chasseurs Curtiss P-40. Scott baptise son appareil « l’Exterminateur ». Il fait peindre sur le nez la gueule de requin qui est l’emblème des Tigres volants, et commencer à mener seul sa guerre personnelle contre les Japonais en Birmanie. Il bricole son Curtiss P-40 pour y accrocher des lance-bombes, et harcèle les forces terrestres japonaises, attaquant les navires, les camions, les colonnes d’infanterie ennemies. Pour tromper l’ennemi sur les forces américaines présentes dans la région, il va jusqu’à faire repeindre plusieurs fois par jour dans des couleurs différentes la casserole d’hélice de son appareil, pour faire croire aux Japonais qu’ils ont affaire à toute une escadrille et non à un seul avion. Un correspondant de guerre découvrit cela et publia un article sur lui, lui donnant le surnom qui lui restera toute sa vie : « L’homme escadrille ».
En juillet 1942, les Tigres volants perdent leur statut de mercenaires et sont réintégrés dans l’armée régulière américaine, l’USAAF. Scott finit par réaliser son rêve d’être affecté chez les Tigres volants et prend le commandement du 23d Fighter Group (en). Celui-ci fut intégré plus tard à la 14th Air Force.
Le colonel Scott a mené 388 missions de combat et effectué 925 heures de vol de juillet 1942 à octobre 1943. Il a abattu 13 avions japonais, ce qui en fait un des premiers as américain de la Seconde Guerre mondiale : le titre d'as est décerné à tout pilote titulaire d’au moins cinq victoires.
Scott fut rapatrié aux États-Unis en janvier 1943. Il revint en Chine en 1944 pour piloter un avion de chasse équipé de fusées expérimentales en vue d’attaquer les trains de ravitaillement Japonais en Chine orientale. Puis il fut envoyé à Okinawa pour mener le même genre d’attaques contre les navires ennemis vers la fin de la guerre.

## Après-guerre
Scott revint aux États-Unis pour un travail d’état-major à Washington. De 1947 à 1949, il commanda la Jet Fighter School à Williams Air Force Base, Arizona. En 1951, il fut muté en Allemagne de l'Ouest et prit le commandement du 36th Fighter-Bomber Wing à Fürstenfeldbruck Air Base.
Scott fut diplômé du National War College en 1954 et fut affecté comme adjoint au chef d’état-major “Plans” au quartier général de l’US Air Force, puis comme directeur de l’information auprès du secrétaire à la Force aérienne. En octobre 1956, il fut affecté à Luke Air Force Base, en Arizona, comme commandant de base.

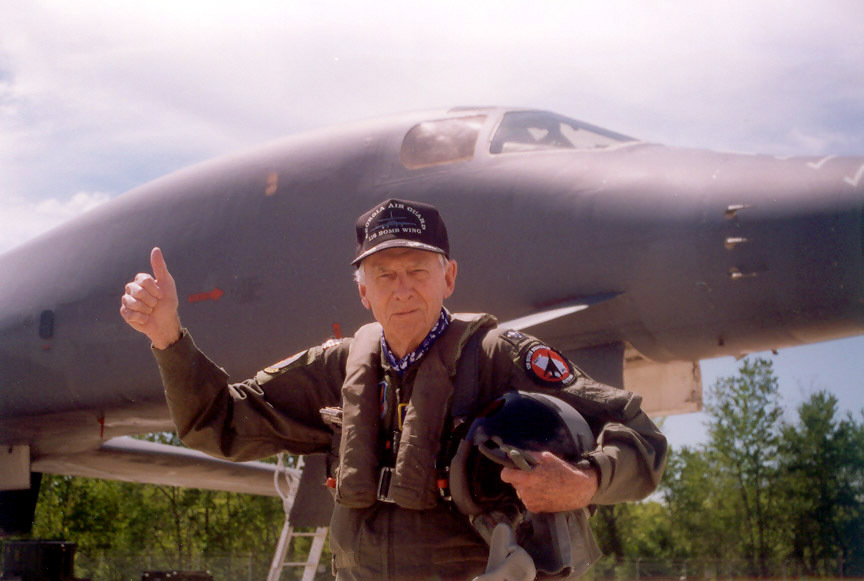
Le général de brigade aérienne Robert L. Scott Jr. après son vol en B-1 en 1997. (photo USAF)

## Retraite
Scott prit sa retraite de l’United States Air Force avec le grade de général de brigade aérienne le 30 septembre 1957, mais continua à habiter l’Arizona jusque dans les années 1980. Puis il habita Warner Robins, Géorgie, jusqu'à sa mort en 2006. Le général Scott écrivit environ une douzaine de livres, dont Dieu est mon copilote et Le Jour où je possédai le ciel.
Scott continua à piloter longtemps après son départ en retraite. En 1984, il pilota un avion de chasse General Dynamics F-16 Fighting Falcon, et en 1995, un McDonnell Douglas F-15 Eagle. Pour son 89e anniversaire, en 1997, Scott pilota un bombardier Rockwell B-1 Lancer.

## Décorations
Pour ses faits d’armes durant la Seconde Guerre mondiale, Scott reçut deux Silver Stars, trois Distinguished Flying Crosses et quatre Air Medals.
- Silver Star

- Distinguished Flying Cross

- Air Medal

## Livres écrits par Scott
- God is my Co-Pilot. New York: Blue Ribbon Books, 1943.
- Damned to Glory. New York: Blue Ribbon Books, 1944.
- Runway to the Sun. New York: Charles Scribner's Sons, 1945.
- Between the Elephant's Eyes. New York: Ballantine Books, 1954.
- Look of the Eagle. New York: Dodd Mead, 1955.
- Samburu the Elephant. New York: Dodd, Mead, 1957.
- Tiger in the Sky. New York: Ballantine Books, 1959.
- Boring a Hole in the Sky: Six Million Miles with a Fighter Pilot. New York: Random House, 1961.
- God is Still My Co-Pilot. Vashon Washington, Beachcomber Books, 1967.
- Flying Tiger: Chennault of China. Westport (Connecticut) : Greenwood Press, 1973. (ISBN 0-837-16774-4).
- To Walk the Great Wall, Readers Digest, avril 1983.
- The Day I Owned the Sky. New York: Bantam Books, 1989. (ISBN 0-553-27507-0).